# Complejo de preintegración
El complejo de preintegración (PIC, del inglés pre-integration complex) es un complejo de nucleoproteínas de material genético viral y proteínas virales y del huésped asociadas que es capaz de insertar un genoma viral en un genoma del huésped. El PIC se forma después de destapar una partícula viral después de entrar en la célula huésped. En el caso del virus de la inmunodeficiencia humana (VIH), el PIC se forma después de que el complejo de transcripción inversa (RTC, del inglés Reverse Transcription Complex) haya transcrito de forma inversa el ARN viral en ADN. El PIC consta de proteínas virales (incluidas Vpr, matriz e integrasa), proteínas del huésped (incluida la barrera al factor de autointegración 1) y el ADN viral. El PIC ingresa al núcleo celular a través del complejo de poro nuclear sin romper la envoltura nuclear, lo que permite que el VIH y los retrovirus relacionados se repliquen en células que no se dividen. Después de la entrada nuclear, la carga útil de ADN del PIC puede integrarse en el ADN del huésped como un "provirus".